# Federația Română de Baseball și Softball
Federația Română de Baseball și Softball (FRBS) este organismul de conducere a baseballului și a softballului din România. Înființată în anul 1990, este membră a Comitetului Olimpic Român (COSR) și Confederației Mondiale de Baseball și Softball (WBSC).

## Istoric
Experiența îndelungată a practicării oinei, sport național în România, a creat premisele pentru introducerea acestui joc sportiv cu o largă răspândire în lume.
Un grup de inițiativă, alcătuit între alții și din fostul secretar general al Federației Române de Oină, Cristian Costescu, și o parte dintre instructorii, arbitrii și jucătorii de oină, adepți ai baseball-ului, din Botoșani, Suceava, Neamț, București, Călărași și Teleorman, au realizat această acțiune.
Astfel, pe data de 4 februarie 1990 se naște Federația Română de Baseball. În 1993, prin urmarea dezvoltării acestei mișcări sportive, în cadrul nou înființatei federații se alătură și Softballul, iar denumirea devine completă, Federația Română de Baseball și Softball.
Primul campionat național de baseball a fost organizat în 1991 iar primul campionat național de softball a fost organizat in 1993.
Pe plan internațional, prima medalie pentru baseball-ul românesc a venit la Campionatul European din 1995, de la Praga, unde reprezentativa de juniori a Romaniei a cucerit titlul de vicecampioană europeană, clasandu-se după echipa Italiei.
In 1999, Echipa Nationala U15 reușește să câștige medalia de bronz la Campionatul European desfășurat în Cehia.

## Președinți
Lista președinților din 1990 și până în prezent:
| Ani          | Președinte       |
| ------------ | ---------------- |
| 1990→1997    | Aurică Stoian    |
| 1997→2001    | Marian Ciocârlan |
| 2001→2009    | Vasile Molan     |
| 2009→2012    | Valer Toma       |
| 2012→2022    | Andrei Mirescu   |
| 2022→prezent | Cristian Manea   |

## Vezi și
- Sportul în România

## Legături externe
- Site oficial
- Federația Română de Baseball și Softball pe Facebook